# Artemisia pontica
El donzell petit (Artemisia pontica), és una espècie de planta amb flors del gènere Artemisia dins la família de les asteràcies nativa d'Europa, Sibèria, el Caucas i el nord de la Xina. El nom del gènere, deriva d'Artemísia II de Cària, reconeguda com a botànica. L'epítet geogràfic que indica la seva posició a Pontus en la costa nord de Turquia.

## Morfologia

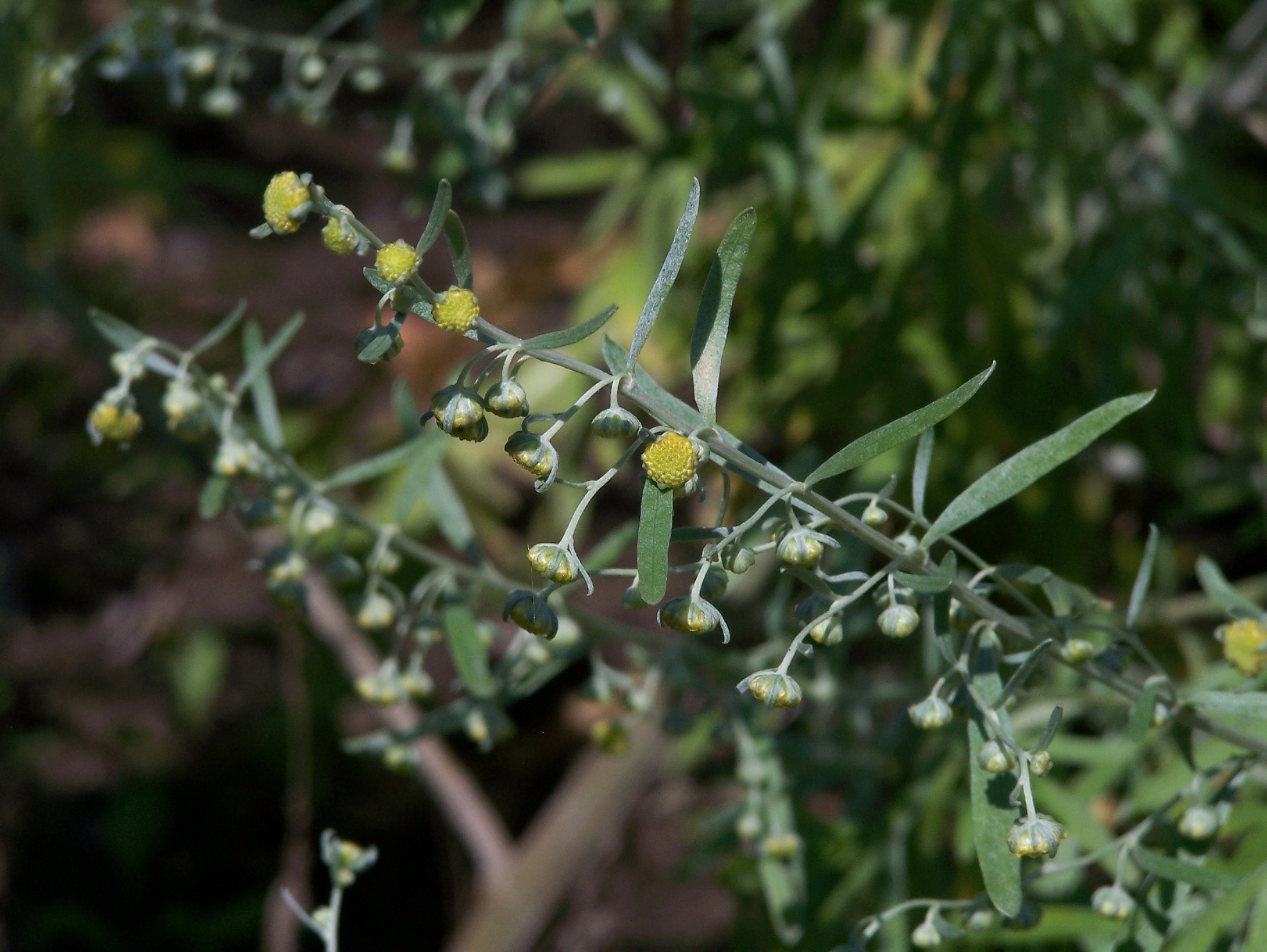
Planta en flor

Aquesta planta arriba a una grandària d'uns 50 cm d'alt, peluda i amb la tija prima. Les fulles són gruixudes i la superfície inferior grisenca, amb pecíols llargs d'1 cm, fulla triangular en el seu contorn, de 2-3 cm de llarg, l'ample una mica menor, bipinnada. Les inflorescències reunides en grups formant una panícula densa, gairebé hemisfèrica, de 3-5 mm de llarg, 2-3 mm d'ample. Les nombroses flors són grogues.

## Propietats
Serveix com a additiu alimentós (saboritzant). La planta es conrea principalment per les parts aèries, usades en licors per a la fabricació de vermut. En medicina popular aquesta essència s'utilitza per a la dismenorrea i amenorrea.

## Taxonomia
Aquest tàxon va ser publicat per primer cop l'any 1753 a l'obra Species Plantarum de Carl von Linné.
Els següents noms científics són sinònims d'Artemisia pontica:
- Absinthium ponticum Garsault
- Absinthium ponticum Besser
- Absinthium tenuifolium Gaterau
- Artemisia altaica Desf.
- Artemisia balsamita Willd.
- Artemisia grandiflora Fisch. ex Herder
- Artemisia pallida Salisb.
- Artemisia tenuifolia Moench